# دوچرخه‌سواری با مولیر
دوچرخه‌سواری با مولیر (فرانسوی: Alceste à bicyclette‎) یک فیلم فرانسوی در سبک کمدی و درام به کارگردانی فیلیپ لو گی است که در سال ۲۰۱۳ منتشر شد. از بازیگران آن می‌توان به فابریس لوکینی، لمبرت ویلسون و مایا سانسا اشاره کرد.